# Campeonato Europeo de Atletismo en Pista Cubierta de 1986
El XVII Campeonato Europeo de Atletismo en Pista Cubierta se celebró en Madrid (España) entre el 22 y el 23 de febrero de 1986 bajo la organización de la Asociación Europea de Atletismo (AEA) y la Federación Española de Atletismo.
Las competiciones se llevaron a cabo en el Palacio de Deportes de la capital hispana. Participaron 310 atletas de 27 federaciones nacionales afiliadas a la AEA.

## Resultados

### Masculino
| Evento                    | Oro                                                  | Plata                                                  | Bronce                                                      |
| ------------------------- | ---------------------------------------------------- | ------------------------------------------------------ | ----------------------------------------------------------- |
| 60 m (23.03)              | Ronald Desruelles · Bélgica · 6,61 s                 | Steffen Bringmann República Democrática Alemana 6,64 s | Bruno Marie-Rose Francia 6,65 s                             |
| 200 m (23.03)             | Linford Christie Reino Unido 21,10                   | Alexandr Yevgeniev Unión Soviética 21,18               | Nikolái Razgonov Unión Soviética 21,48                      |
| 400 m (23.03)             | Thomas Schönlebe República Democrática Alemana 46,97 | José Alonso Valero · España · 47,12                    | Mathias Schersing República Democrática Alemana 47,59       |
| 800 m (23.03)             | Peter Braun Alemania Occidental 1:48,96              | Colomán Trabado · España · 1:49,12                     | Thierry Tonnellier Francia 1:49,51                          |
| 1500 m (23.03)            | José Luis González · España · 3:44,55                | José Luis Carreira · España · 3:45,07                  | Han Kulker · Países Bajos · 3:46,46                         |
| 3000 m (23.03)            | Dietmar Millonig · Austria · 7:59,09                 | Stefano Mei · Italia · 7:59,12                         | João Campos Portugal 7:59,15                                |
| 60 m vallas (23.03)       | Javier Moracho · España · 7,67                       | Daniele Fontecchio · Italia · 7,70                     | Holger Pohland República Democrática Alemana 7,71           |
| Salto de altura (22.03)   | Dietmar Mögenburg Alemania Occidental 2,34 m         | Carlo Thränhardt Alemania Occidental 2,31 m            | Geoff Parsons · Reino Unido · Eddy Annys · Bélgica · 2,28 m |
| Salto con pértiga (23.03) | Atanas Tarev Bulgaria 5,70                           | Marian Kolasa · Polonia · 5,70                         | Philippe Collet Francia 5,65                                |
| Salto de longitud (22.03) | Robert Emmiyan Unión Soviética 8,32                  | László Szálma · Hungría · 8,24                         | Jan Leitner Checoslovaquia 8,17                             |
| Salto triple (23.03)      | Maris Bruzix Unión Soviética 17,54                   | Vladimir Plejanov Unión Soviética 17,21                | Béla Bakosi · Hungría · 16,93                               |
| Peso (22.03)              | Werner Günthör · Suiza · 21,51                       | Sergéi Smirnov Unión Soviética 20,36                   | Marco Montelatici · Italia · 20,11                          |

### Femenino
| Evento                    | Oro                                                   | Plata                                              | Bronce                                                |
| ------------------------- | ----------------------------------------------------- | -------------------------------------------------- | ----------------------------------------------------- |
| 60 m (23.03)              | Nelli Fiere · Países Bajos · 7,00 s                   | Marlies Göhr República Democrática Alemana 7,08 s  | Silke Gladisch República Democrática Alemana 7,14 s   |
| 200 m (23.03)             | Marita Koch República Democrática Alemana 22,58       | Ewa Kasprzyk · Polonia · 22,96                     | Kirsten Emmelmann República Democrática Alemana 23,28 |
| 400 m (23.03)             | Sabine Busch República Democrática Alemana 51,40      | Petra Müller República Democrática Alemana 51,59   | Ann-Louise Skoglund · Suecia · 52,40                  |
| 800 m (23.03)             | Sigrun Wodars República Democrática Alemana 1:59,89   | Cristina Matei · Rumania · 2:01,54                 | Slobodanka Čolović Yugoslavia 203,28                  |
| 1500 m (23.03)            | Svetlana Kitova Unión Soviética 4:14,25               | Tatiana Lebonda Unión Soviética 4:14,29            | Mitică Junghiatu · Rumania · 4:15,00                  |
| 3000 m (23.03)            | Ines Bibernell República Democrática Alemana 8:54,52  | Yvonne Murray Reino Unido 9:01,31                  | Regina Chistiakova Unión Soviética 9:01,72            |
| 60 m vallas (22.03)       | Cornelia Oschkenat República Democrática Alemana 7,79 | Anne Piquereau Francia 7,89                        | Kerstin Knabe República Democrática Alemana 7,90      |
| Salto de altura (23.03)   | Andrea Bienias República Democrática Alemana 1,97 m   | Gabriele Günz República Democrática Alemana 1,94 m | Larisa Kositsyna Unión Soviética 1,94 m               |
| Salto de longitud (22.03) | Heike Drechsler República Democrática Alemana 7,18    | Helga Radtke República Democrática Alemana 6,94    | Yelena Kokonova Unión Soviética 6,90                  |
| Peso (22.03)              | Claudia Losch Alemania Occidental 20,48               | Heidi Krieger República Democrática Alemana 20,21  | Mihaela Loghin · Rumania · 19,07                      |

## Medallero
| Núm. | País           | Oro | Plata | Bronce | Total |
| ---- | -------------- | --- | ----- | ------ | ----- |
| 1    | RDA            | 8   | 6     | 5      | 19    |
| 2    | URSS           | 3   | 4     | 4      | 11    |
| 3    | RFA            | 3   | 1     | 0      | 4     |
| 4    | España         | 2   | 3     | 0      | 5     |
| 5    | Reino Unido    | 1   | 1     | 1      | 3     |
| 6    | Bélgica        | 1   | 0     | 1      | 2     |
| 6    | Países Bajos   | 1   | 0     | 1      | 2     |
| 8    | Austria        | 1   | 0     | 0      | 1     |
| 8    | Bulgaria       | 1   | 0     | 0      | 1     |
| 8    | Suiza          | 1   | 0     | 0      | 1     |
| 11   | Italia         | 0   | 2     | 1      | 3     |
| 12   | Polonia        | 0   | 2     | 0      | 2     |
| 13   | Francia        | 0   | 1     | 3      | 4     |
| 14   | Rumania        | 0   | 1     | 2      | 3     |
| 15   | Hungría        | 0   | 1     | 1      | 2     |
| 16   | Checoslovaquia | 0   | 0     | 1      | 1     |
| 16   | Portugal       | 0   | 0     | 1      | 1     |
| 16   | Suecia         | 0   | 0     | 1      | 1     |
| 16   | Yugoslavia     | 0   | 0     | 1      | 1     |
|      | TOTAL          | 22  | 22    | 23     | 67    |